# David Ligare
David Ligare  (Oak Park, Illinois, 1945) é um pintor realista contemporâneo  americano. O realismo contemporâneo é uma abordagem que utiliza representação simples, mas que é diferente do fotorealismo na medida em que não exagera e não é irónico por natureza.

## Biografia
Desde 1978, Ligare concentrou-se na pintura de naturezas-mortas, paisagens e figuras influenciadas pela antiguidade greco-romana. Entre as suas influências declaradas mais importantes estão as teorias estéticas e filosóficas do escultor grego Policleto e o matemático e filósofo grego Pitágoras, bem como obras do século XVIII do pintor clássico Nicolas Poussin. Residente em Salinas, Califórnia, as pinturas de David Ligare usam como fundo, frequentemente, paisagens da costa da Califórnia central. "Eu acho que sou muito californiano pelo caráter da luz que uso, mas tomei uma decisão logo no início do meu projeto, de me tornar invisível na minha obra. Expressão pessoal e ter um estilo pessoal são muito importantes para muitos artistas, mas eu estou muito mais interessado na forma como vemos - que eu chamo de análise perceptiva - e nos possíveis significados dos objetos que eu represento." (David Ligare )
Ligare nasceu em 1945 em Oak Park, Illinois. Fez formação artística no Art Center College of Design de Los Angeles. As suas obras estão nas coleções do Museu de Arte Moderna de Nova York, Museu de Belas Artes de São Francisco, Museu de Arte de San Jose, Gabinetto Disegni e Stampe degli Uffizi, Florença e Museu de Arte Thyssen-Bornemisza,de  Madrid.

## Exposições Individuais
- 2012 - Hirschl & Adler Gallery, New York, NY
- 2010 - "REDUX" Plus One Gallery, London, UK
- 2009 - "Primary Structures "Hartnell College Gallery, Salinas, CA
- 2008 - "A Sense of Place: An Homage to Robinson Jeffers" WInfield Gallery, Carmel-by-the-Sea, CA
- 2007 - Hackett Freedman Gallery, San Francisco, CA
- 2006 - "Ritual Offerings" Koplin Del Rio Gallery, Los Angeles, CA
- 2005 - "Offerings: A New History" PLus One Gallery, London, UK (Catalog)
- 2003 - "Sea Paintings" Koplin Del Rio Gallery, Los Angeles, CA (also 2000, 1998, 1994, 1992, 1988, 1986, 1985, 1983)
- 2002 - "Object of Intention: Still Life Paintings" Hackett-Freedman Gallery, San Francisco, CA (also 1999, 1997)

## Colecções Públicas
- The M.H. De Young Memorial Museum, San Francisco, CA
- Gabinetto Disegni e Stampe degli Uffizi (The Dept. of Drawings & Prints of The Uffizi) Florence, Italy
- The ARCO Corporation
- Monterey Museum of Art, Monterey, CA
- The Museum of Modern Art, New York
- The Security Pacific Collection
- The Wadsworth Athenaeum Collection, Hartford, CT
- The Hughes Corporation
- Pacific Telesis
- Syracuse University Museum of Art, Syracuse, NY
- The Santa Barbara Museum of Art, Santa Barbara, CA
- The Spencer Museum of Art, University of Kansas, Lawrence. KS
- Knight-Ridder, San Jose, CA
- The Frye Art Museum, Seattle, WA
- Museum of Art & Archaeology, University of Missouri, Columbia, MO
- San Jose Museum of Art, San Jose, CA
- Exxon-Mobil Corporation, Fairfax, VA